# ایسلندیت
ایسلندیت (انگلیسی: Icelandite) نوعی سنگ آتشفشانی از دسته آندزیت است که سرشار از آهن و دارای آلومینیوم کمی است (<16.5% Al2O3). ترکیب ایسلندیت‌ها بین ریوداسیت و بازالت تولئیتی است و حاوی آندزین، هیپرستن و اوژیت با محتوای سیلیس بیش از ۶۰ درصد هستند.

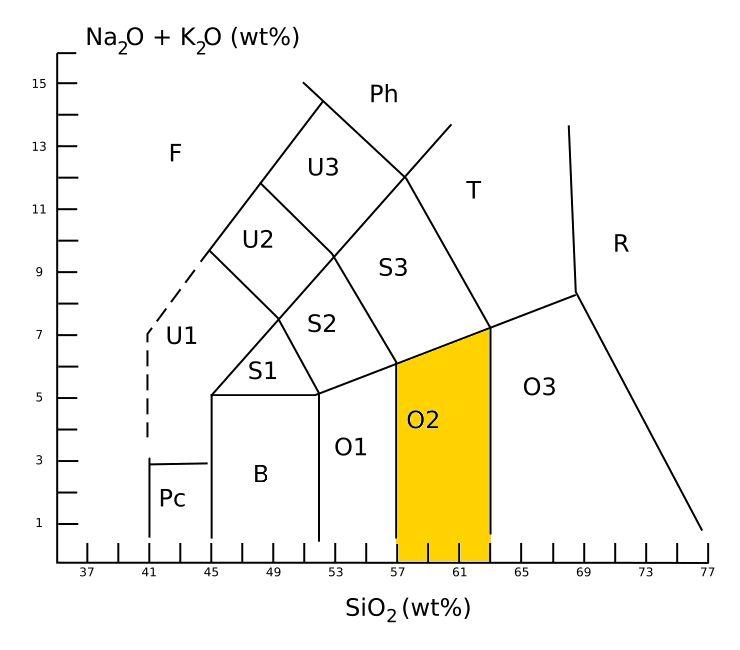
ایسلندیت در طبقه‌بندی تاس در محدوده O2 قرار می‌گیرد.

این نام توسط زمین‌شناس بریتانیایی، ایان اس.ای. کارمایکل (که بعدها استاد دانشگاه کالیفرنیا، برکلی شد) در حین کار بر روی پایان‌نامه دکترای خود در حدود سال ۱۹۶۰ در یک آتشفشان دوره نوزیستی در نزدیکی ثینگ‌مولی (Þingmúli) در شرق ایسلند ابداع شد. در سری سنگ‌های آتشفشانی قاره‌ای هم‌زاد، معمولاً غلظت آهن با افزایش محتوای سیلیس کاهش می‌یابد، اما در ثینگ‌مولی برعکس این موضوع صادق بود، و کارمایکل را به این نتیجه رساند که این سنگ میانی غنی از آهن شایسته نام خود، ایسلندیت، است.
با توجه به محتوای بالای آهن و محتوای کم آلومینیوم ایسلندیت در مقایسه با آندزیت‌های کالک آلکالن، ایسلندیت به جای سری ماگمای کالک آلکالن، به سری ماگمای تولئیتی اختصاص داده می‌شود.